# Samostan Mileševa
Samostan Mileševa je srbski srednjeveški samostan ob reki Mileševici 6 km od Prijepolja. Samostan v raškem slogu je kot svojo nadarbino zgradil srbski kralj Stefan Vladislav (1234-1243) v prvi polovici 13. stoletja. V njem je bil tudi pokopan. Republika Srbija je samostan razglasila za kulturni spomenik izjemnega pomena. V njem je tudi sedež Mileševske pravoslavne eparhije, ki zavzema jugovzhodni kot ozemlja Srbije.
Samostan ima svoj metoh, samostan sv Kozme in Damjana na Vodenoj Poljani na Zlatarju. posvečen leta 2007.

## Zgodovina
V narteks, ki ga je leta 1235 zgradil kralj Stefan Vladislav, je položil relikvijo svojega strica Svetega Save. Relikvijo so Turki leta 1594 prenesli na beograjski Vračar in jih sežgali, da bi zlomili srbski uporniški duh. 
Samostan je bil zgrajen v obdobju Latinskega cesarstva, ko je nastal tako imenovani "plastični slog". Slog, ki ga je odlikovala monumentalnost, se je izogibal dekorativnosti in se nagibal k oblikam klasične antike. V samostanski cerkvi je bil leta 1377 za kralja "Srbije in primorja" kronan bosanski kralj Tvrtko I. Kotromanić. Stefan Vukčić Kosača se je v njej leta 1446 proglasil za "hercega Svetega Save", po čemer je dobila ime Hercegovina. 
V 16. stoletju je bila v samostanu Mileševska tiskarna.
Po dolgem obdobju, ko je bil samostan v ruševinah, je bil leta 1868 obnovljen. Ob njem je bilo v dvonadstropnem konaku urejenih 30 sob za menihe in goste. Leta 1896 je bil prior samostana arhimandrit Teodozij.

## Sedanjost
Samostan je središče episkopije Srbske pravoslavne cerkve, ki jo vodi episkop Atanasije Rakita.
Sarkofag Svetega Save je leta 2003 obnovil kipar Rajko Blažić.

## Freske
Freske v samostanu Mileševa spadajo med najboljše evropske stvaritve 13. stoletja. Najbolj znana freska je Beli angel. Druge mojstrovine so Bogorodica iz Blagovesti in ktitorska kompozicija s portretom kralja Stefana Vladislava. Omenjena dela predstavljajo največji domet slikarstva tega obdobja v Evropi.
Zgodovinski portreti: Ikonografija Nemanjićev, na južnem zidu kraljevič Vladislav, na severovzhodnem zidu pa liki Nemanje, Svetega Save, Stefana Prvovenčanega ter Radoslava in Dragoslava.
- Zahodna stran mileševske cerkve
- Severozahodna stran  mileševske cerkve
- Južna stran  mileševske cerkve
- Samostan Mileševa
- Коnak